# تحت سماء واحدة (فلم)
تحت سماء واحدة هو فيلم عراقي، انتج هذا الفيلم في عام 1978م، ويعالج الفيلم إحدى القضايا في المجتمع العراقي، والقصة من تأليف صباح عطوان وإخراج منذر جميل، وفاز بجائزة النخلة الذهبية.

## طاقم العمل
- فاضل خليل
- فوزي مهدي
- سمير القاضي
- سعدون العبيدي
- أفراح عباس
- راسم الجميلي
- سليم البصري
- يعقوب القره غولي
- هناء محمد
- قاسم الملاك
- عبد الجبار عباس
- فاطمة الربيعي